# Sopranblockflöte

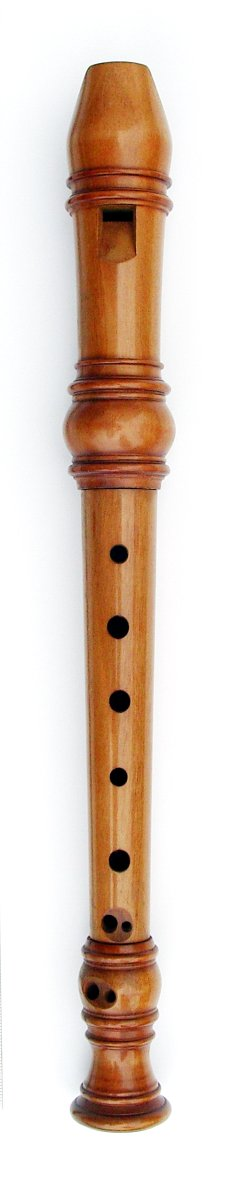
Dreiteilige Sopranblockflöte, barocke Griffweise

Die Sopranblockflöte in c ist das Sopraninstrument der Blockflötenfamilie und spielt in vierfüßigen Ensembles (SATB = Sopran, Alt, Tenor, Bass) meist die erste Stimme, die Sopranstimme. Da sie wegen des geeigneten Grifflochabstandes in der Musikpädagogik für Kinder oft als erstes zu lernendes Instrument eingesetzt wird, wird sie auch als Schulblockflöte bezeichnet.

## Stimmlage
Die Sopranflöte liegt eine Oktave über der Höhe der menschlichen Sopranstimme. Ihr tiefster Ton ist c2, der Tonumfang beträgt c2–d4 (g4). Stücke für Sopranflöte werden in der Regel eine Oktave tiefer notiert, als sie erklingen. Die Tonerzeugung ähnelt der in den Labialpfeifen einer Orgel, weswegen manche Orgelregister im Klang einer Blockflöte ähneln. Diese Register nennt man dann auch Blockflöte oder Waldflöte. Die Sopranblockflöte würde einer Blockflöte 4′ entsprechen.

## Griffweisen
Neben der traditionellen barocken Griffweise gibt es auch Sopranblockflöten in der deutschen Griffweise, die von Peter Harlan gegen 1926 eingeführt wurde. In ihr ist das „f“ mit einem einfachen Griff spielbar. Die barocke Grifftechnik erfordert einen Gabelgriff, der schwieriger zu greifen ist. Dafür ist dort das „fis“  geringfügig leichter; dadurch sind Kreuztonarten leichter zu spielen. Auch im Schulmusikbereich wird heute wieder die barocke Griffweise bevorzugt, da die Schüler in den Musikschulen in der Regel barocke Instrumente verwenden. Noch dazu klingt die barocke Griffweise sauberer. Dennoch fangen viele mit der deutschen Griffweise an, da sie einfacher zu greifen ist.

## Material
Weit verbreitet sind Flöten mit Kunststoffkopf oder in kompletter Kunststoffbauweise. Sopranblockflöten werden aus verschiedenen Hölzern wie Ahorn, Birne, Buchsbaum, Palisander, Olive, Grenadill, Rosenholz oder Ebenholz hergestellt, wobei das verwendete Holz Einfluss auf den Klang der Flöte hat.  